# Eritromelalgia
La eritromelalgia o eritermalgia ( enfermedad de Mitchell) es una enfermedad vascular periférica rara que se manifiesta por crisis repetidas de rubicundez, hipertermia y dolor en manos y pies, que se desencadenan por el calor, teniendo sensación de quemadura dolorosa debido a un cuadro de vasodilatación La vasodilatación es el ensanchamiento o dilatación de los vasos sanguíneos, especialmente de las arteriolas, originado por impulsos nerviosos o por fármacos que relajan el músculo liso de las paredes de los vasos sanguíneos </ref> aguda. Tiene un curso breve y relativamente grave e intermitente. La eritromelalgia afecta principalmente a mayores de 40 años (concretamente 44 años es la edad de aparición más frecuente), es más frecuente en el sexo femenino en una proporción de 2/1 y es excepcional en niños.
Actualmente enclavada dentro del grupo de Síndromes de dolor neuropático SCN9A que comprende:
- Eritromelalgia SCN9A (EM),
- el trastorno de dolor extremo paroxístico SCN9A (PEPD) y
- la neuropatía de fibras pequeñas SCN9A (SFN).

## Tipos de enfermedades vasculares periféricas
Las enfermedades vasculares periféricas pueden ser arteriales, venosas, arteriovenosas o linfáticas.
- Las enfermedades arteriales pueden ser secundarias a un defecto local vascular, a alteraciones de la actividad del sistema nervioso simpático,[Nota 1] o pueden acompañar a una enfermedad sistémica vascular, se distinguen dos formas:
  - Oclusivas: oclusión arterial periférica y tromboangeítis obliterante.
  - Funcionales: por vasospasmo como el fenómeno y enfermedad de Raynaud y la acrocianosis y por vasodilatación como la eritromelalgia.

- Las enfermedades venosas son las trombosis venosas y las venas varicosas.
- Los trastornos arteriovenosos son las fístulas arteriovenosas.
- Las enfermedades linfáticas son el linfedema y el lipedema.